# Jembatan Palu IV
Jembatan Palu IV (Ponulele brug) was een brug in de stad Palu in Indonesië.
Dit was de eerste boogbrug op Celebes en bestond uit 2 gele bogen bij de monding van de rivier Palu. De totale lengte was 250 meter, de maximale hoogte van de structuur 20,5 meter en de breedte 7,5 meter.
De brug werd in mei 2006 geopend door president Susilo Bambang Yudhoyono. 
Tijdens de aardbeving op Celebes in september 2018 is deze brug ingestort.

## Externe link

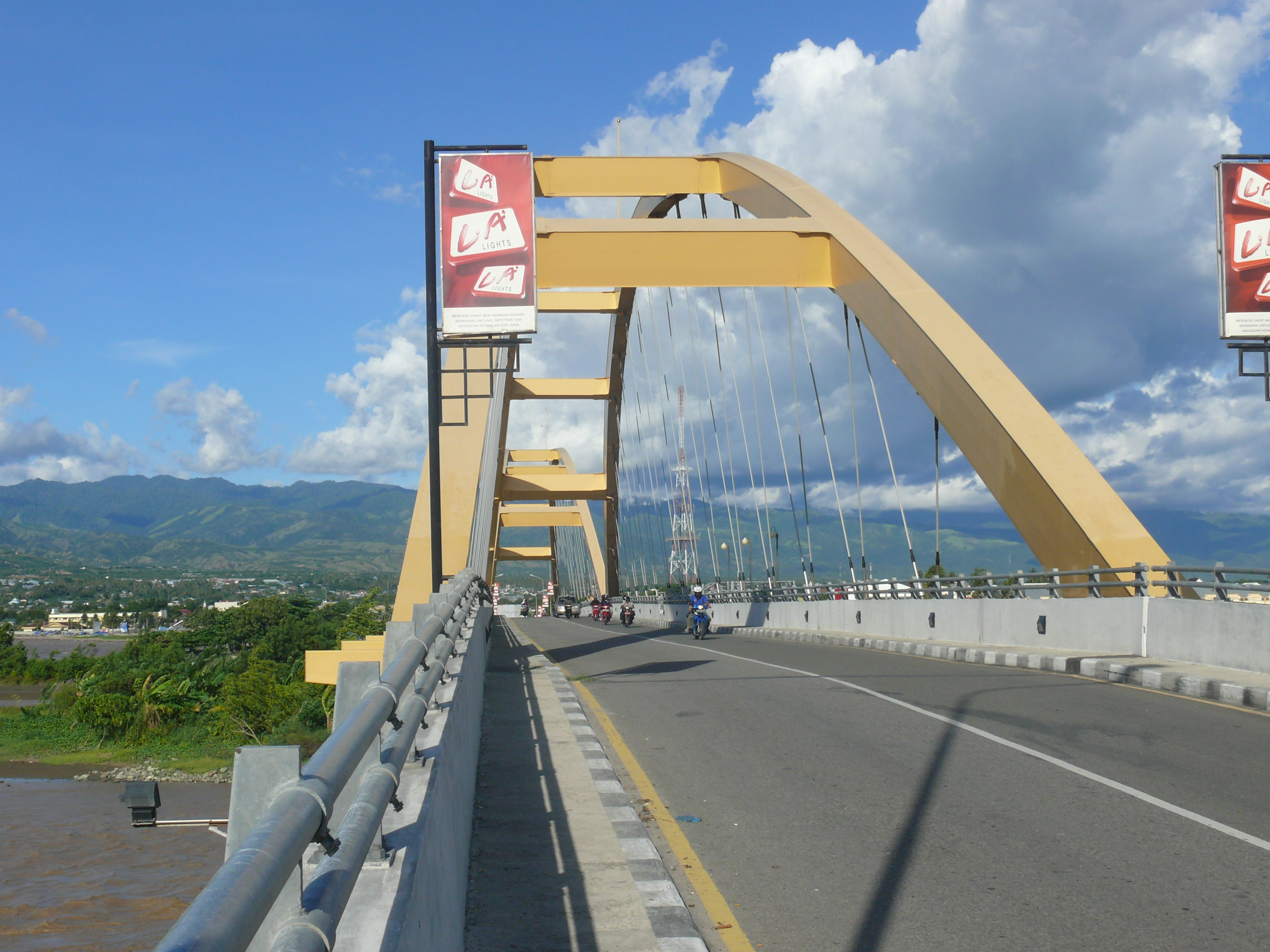
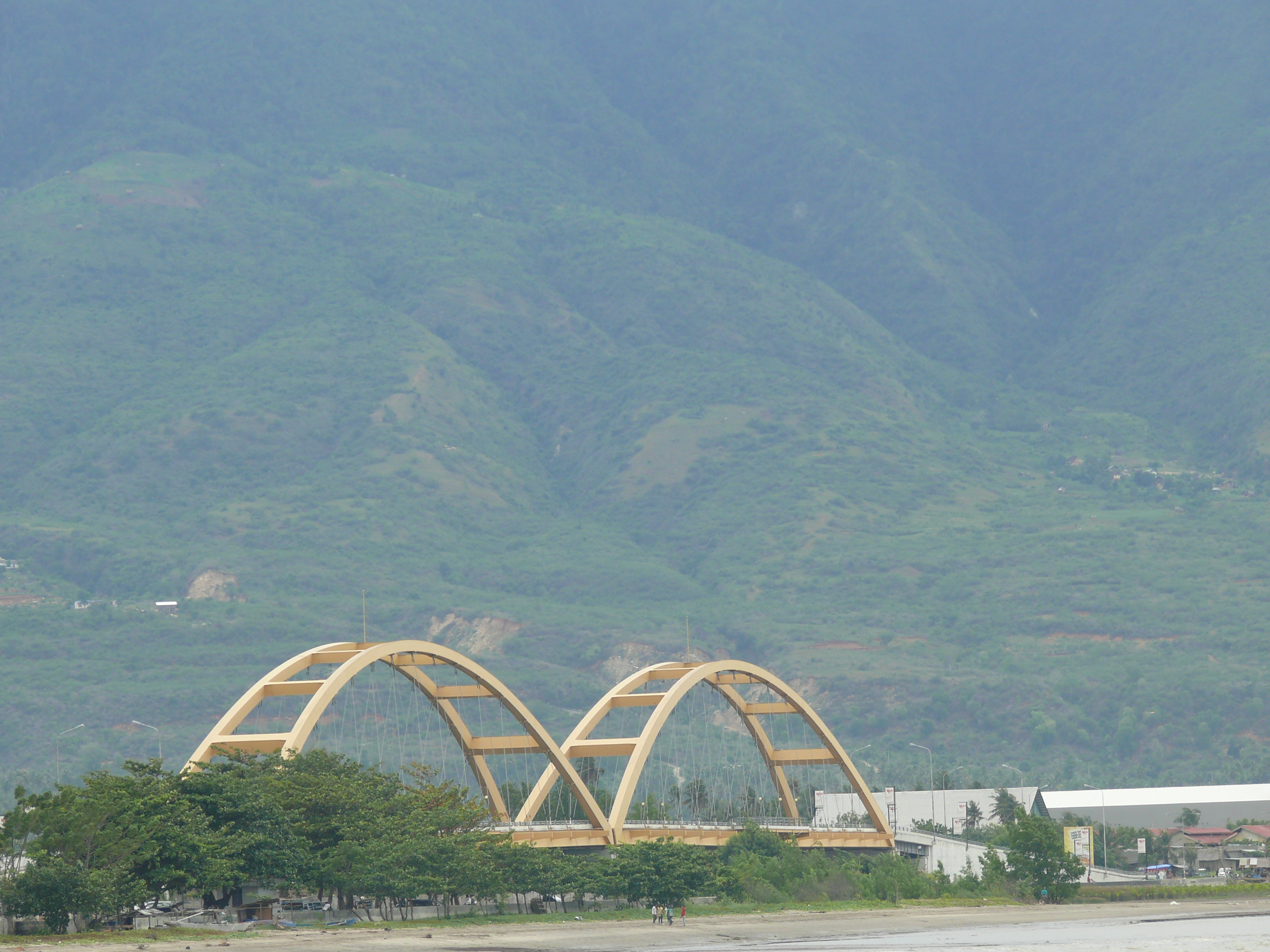